# Mourad Bouayad
 (juillet 2024).
 (juillet 2024).
Mourad Bouayad est un danseur, chorégraphe et acteur français né le 19 août 1990 aux Lilas.

## Biographie

### Famille et formation
Mourad Bouayad est né à Paris, fils d'Azzedine Bouayad, acteur, et de Martine Harmel, chorégraphe et ancienne danseuse étoile.
Il découvre la danse hip-hop avec Dominique Lesdema et la danse contemporaine dans les cours de Larrio Ekson, tous deux enseignants à la Scène Internationale de Châteauroux, où il pratique depuis son enfance.
Il se forme ensuite au CNDC d’Angers, sous la direction de Robert Swinston. Il en ressort diplômé en 2015.

## Danse contemporaine
A sa sortie de conservatoire, il est dirigé par de prestigieux chorégraphes tels que Dominique Lisette, Laura Scozzi, Hillel Kogan, Ido Feder, Eyal Dadon ou encore Amala Dianor.
En 2017, il intègre la prestigieuse compagnie Batsheva Ensemble, dirigée par Ohad Nahirin. Il se forme à la recherche en mouvement appelée GAGA, et en devient le pionnier en France. Il quitte la compagnie en 2020,,.

## Chorégraphie
A son retour en France, Mourad Bouayad est sollicité pour chorégraphier des publicités commerciales, notamment pour McDonald's ou encore Okaïdi ainsi que des clips pour des artistes variés.
Il collabore également avec des artistes pluridisciplinaires, comme le pianiste compositeur japonais Koki Nakano.
Il cofonde en 2020 la compagnie Acno, dont les premières pièces Enhanced et For The Hungry Boy sont jouées respectivement au CENTQUATRE et à l'Institut du Monde Arabe en 2021,.
En 2023, il présente My Way au Théâtre National de Chaillot aux côtés d'Edmond Baudoin : une performance danse-dessin ou la chorégraphie de Mourad Bouayad résonne avec les croquis dessinés en direct par Edmond et projetés au fond du plateau.
En 2024, il chorégraphie A l'Unisson dans le cadre de l'Olympiade Culturelle des Jeux Olympiques et Paralympiques de Paris 2024. Ce projet, co-porté par l'athlète paralympique Arnaud Assoumani, est un spectacle expérimental de danse contemporaine mettant en scène des athlètes olympiques et paralympiques, des danseurs professionnels, des amateurs et des personnalités publiques dans une performance qui questionne le rapport au corps et à la différence. La pièce est partiellement improvisée et travaille l'exploration, l'acceptation et l'écoute de l'autre, créant un pont entre art et sport et invitant à s'interroger sur les notions de performance et d'égalité. A l'Unisson est présentée à l'Olympia lors de 6 représentations quelques jours avant la cérémonie d'ouverture des Jeux olympiques de Paris,,,.

## Cinéma
Petit, il accompagne son père Azzedine Bouayad, acteur, sur des tournages. Il rencontre alors Hakim Belabbes qui tourne son premier film, et dans lequel son père a le premier rôle. En 2022, les deux se recroisent aux Etats-Unis. Mourad Bouayad est alors casté pour jouer le premier rôle dans le dernier long-métrage de Hakim Belabbes, dont la sortie est prévue fin 2024.